# اوپیوئیدرژیک
یک دارو یا عامل اوپیوئیدرژیک (انگلیسی: Opioidergic) یک ماده شیمیایی است که به طور مستقیم سیستم‌های نوروپپتید مواد افیونی (مانند اندورفین، انکفالین، دینورفین، نوسیسپتین) را در بدن یا مغز تعدیل می‌کند. به عنوان مثال می‌توان به مسکن‌های مخدر مانند مورفین و آنتاگونیست‌های اوپیوئیدی مانند نالوکسان اشاره کرد. اوپیوئیدرژیک‌ها همچنین شامل تعدیل‌کننده‌های آلوستریک و عوامل مؤثر بر آنزیم مانند مهارکننده‌های انکفالیناز هستند.